# III. třída okresu Karlovy Vary 2003/2004
V soubojích fotbalové III. třídy okresu Karlovy Vary 2003/2004, jedné ze skupin 9. nejvyšší fotbalové soutěže, se utkalo 14 týmů dvoukolovým systémem podzim – jaro. Tento ročník skončil v červnu 2004. Postup si zajistily první tři týmy Slavia Junior Karlovy Vary, Kamp Karlovy Vary-Doubí a FK Nejdek „B“, sestoupily poslední dva týmy FK Merklín a TJ Slavia Krásné Údolí.

## Výsledná tabulka
| Poř. | Tým                        | Z  | V  | R | P  | VG | OG | B  |
| ---- | -------------------------- | -- | -- | - | -- | -- | -- | -- |
| 1.   | Slavia Junior Karlovy Vary | 26 | 20 | 3 | 3  | 69 | 39 | 63 |
| 2.   | Kamp Karlovy Vary-Doubí    | 26 | 15 | 5 | 6  | 42 | 25 | 50 |
| 3.   | FK Nejdek „B“              | 26 | 12 | 6 | 8  | 65 | 50 | 42 |
| 4.   | TJ Potůčky                 | 26 | 14 | 6 | 9  | 53 | 41 | 39 |
| 5.   | Zřídla Kyselka             | 26 | 11 | 5 | 10 | 57 | 49 | 38 |
| 6.   | FK SMB Bochov „B“          | 26 | 10 | 5 | 11 | 52 | 59 | 35 |
| 7.   | Sokol Olšová Vrata         | 26 | 9  | 6 | 11 | 49 | 50 | 33 |
| 8.   | FK Nová Role „B“           | 26 | 9  | 6 | 11 | 55 | 44 | 33 |
| 9.   | SK Božíčany                | 26 | 8  | 9 | 9  | 38 | 44 | 33 |
| 10.  | Sokol Teplá „B“            | 26 | 9  | 6 | 11 | 43 | 55 | 33 |
| 11.  | TJ Údrč                    | 26 | 9  | 5 | 12 | 44 | 62 | 32 |
| 12.  | TJ Slavoj Bečov nad Teplou | 26 | 8  | 6 | 12 | 50 | 49 | 30 |
| 13.  | FK Merklín                 | 26 | 7  | 6 | 13 | 43 | 54 | 27 |
| 14.  | TJ Slavia Krásné Údolí     | 26 | 3  | 8 | 15 | 19 | 58 | 17 |

Poznámky:
- Z = Odehrané zápasy; V = Vítězství; R = Remízy; P = Prohry; VG = Vstřelené góly; OG = Obdržené góly; B = Body; (S) = Mužstvo sestoupivší z vyšší soutěže; (N) = Mužstvo postoupivší z nižší soutěže (nováček)

|  | Postup do II. třídy okresu Karlovy Vary 2004/2005  |
|  | Sestup do III. třídy okresu Karlovy Vary 2004/2005 |